# Blepharis
Blepharis (укр. Блефаріс) — рід квіткових рослин з родини акантові (Acanthaceae).

## Етимологія

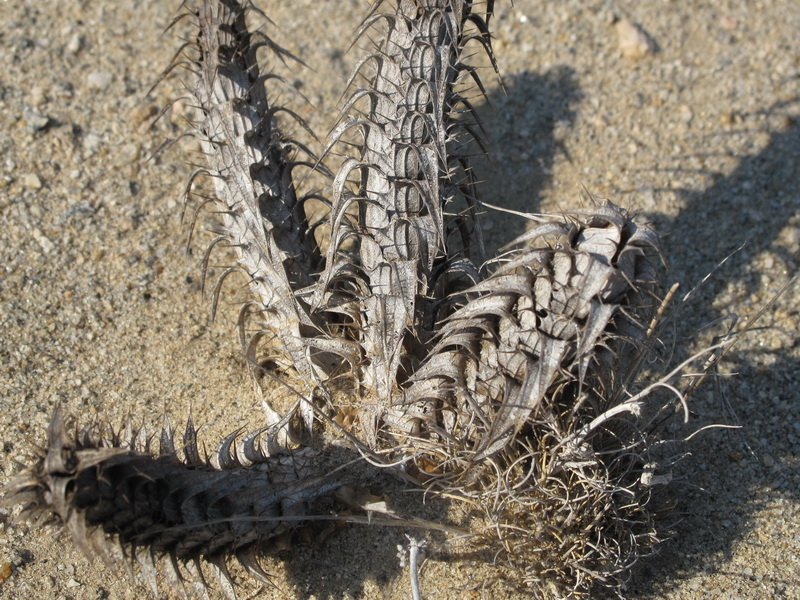
Blepharis grossa

Родова назва походить від грец. βλεφαριϛ — вії, натякаючи на окантовані приквітки або на білі бахромові пильовики.

## Ботанічний опис
Однорічні або багаторічні трави або чагарники. Листя у псевдоколючках по 4; одна пара менша за іншу. Квітки в колосоподібних цимозних суцвіттях. Чашечка складається з 4 блискучих чашолистків. Віночок 1-дольний; губа 3-5-лопатева. Тичинок 4; 2 передні нитки ширші за задні. Зав'язь 2-локулярна. Капсула 2-насінна. Насіння дисковидне, вкрите гігроскопічними волосками.
Філогенетичні аналізи, що використовують молекулярні дані, свідчать про те, що рід є монофілетичним, за винятком загадкового виду Blepharis dhofarensis.

## Поширення

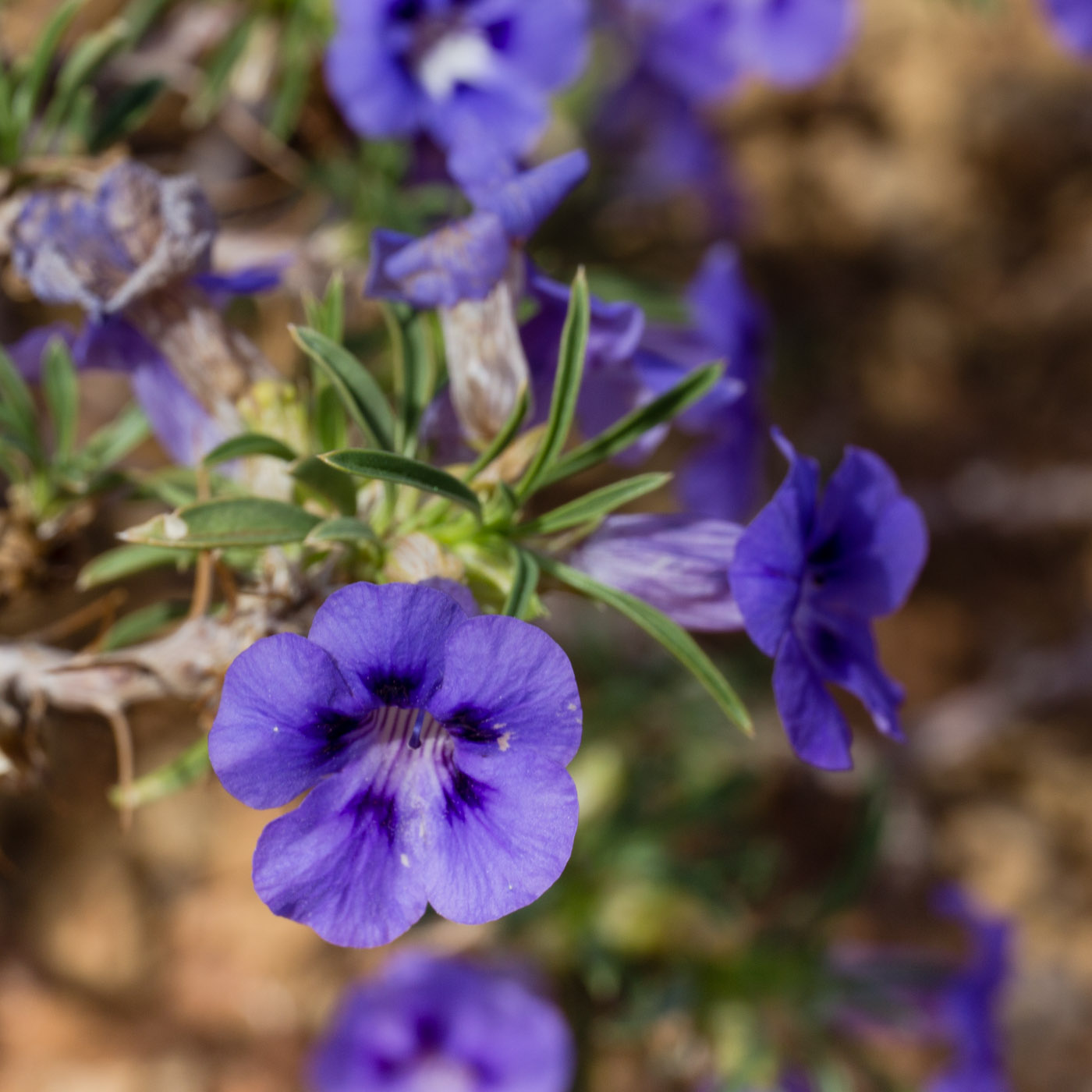
Blepharis spinescens

Представники роду поширені в тропічних районах Африки, Південній Африці, Аравії, через Індію і поширюються на південносхідну Азію та Китай. Широко поширені в посушливих і напівпосушливих середовищах існування.

## Види
Це найбільший рід в родині акантових в Старому світі. За даними спільного інтернет-проекту Королівських ботанічних садів у К'ю і Міссурійського ботанічного саду «The Plant List» рід налічує 126 визнаних видів (докладніше див. Список видів роду Blepharis).

## Використання
Деякі з видів, як, наприклад, Blepharis attenuata, Blepharis edulis, Blepharis sindica та Blepharis maderaspatensis виявляють широкий спектр фармакологічних дій, включаючи антиоксидантну, протизапальну, антиартритну, антимікробну, протигрибкову, противиразкову та цитотоксичну активність. Широко поширений вид рослини може використовуватися як альтернатива звичайним лікарським засобам.